# 云雨四
云雨四（λ Psc / 双鱼座λ）是双鱼座的一颗蓝-白星，距离地球约101光年，光谱型为A7V。它比太阳表面温度更高，约7,500到11,000开，也比太阳更亮，但是大小与太阳相仿。 云雨四形成了双鱼座的“小环”的西南角。